# John Ashbery

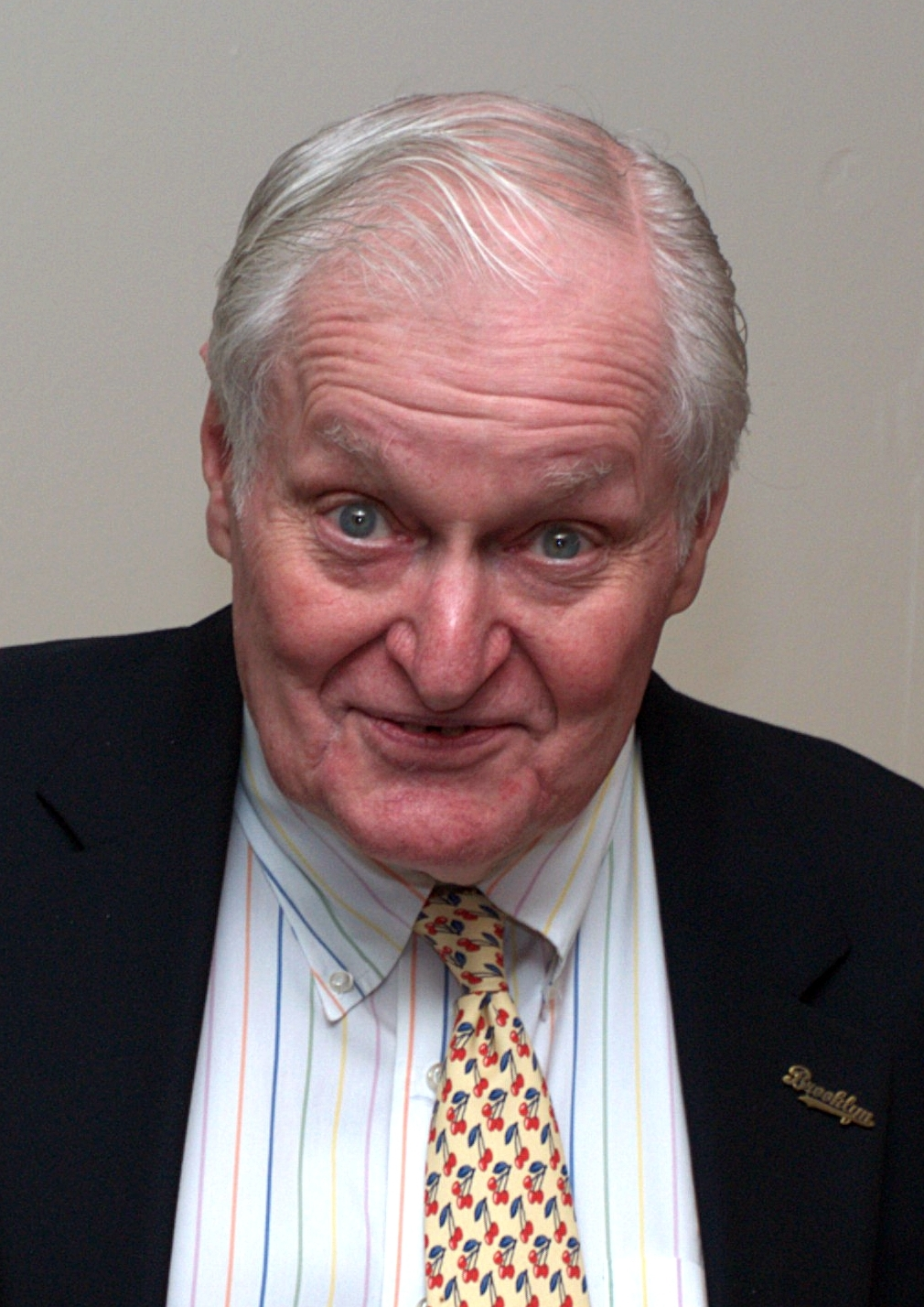
John Asbery in 2010.

John Lawrence Ashbery (Rochester, 28 juli 1927 – Hudson, 3 september 2017) was een Amerikaans avant-gardistisch dichter. In 1976 won hij de Pulitzerprijs voor poëzie.

## Biografie
Ashbery werd geboren als zoon van een boer en een lerares. Op jonge leeftijd wilde hij kunstschilder worden en van zijn elfde tot zijn vijftiende nam hij met veel enthousiasme tekenlessen. Geleidelijk verlegde hij echter zijn interesse naar de dichtkunst en begon hij poëzie te schrijven. Tijdens zijn studie aan de Harvard-universiteit raakte hij bevriend met Kenneth Koch, Barbara Epstein, James Schuyler, Frank O'Hara en Edward Gorey, met wie hij later de New York School of Poets zou vormen. Robert Creeley en Robert Bly waren zijn klasgenoten. In 1949 studeerde hij cum laude af op een dissertatie over W.H. Auden.
Ashbery's vroege werk werd ook sterk geïnspireerd door Auden, alsook door de obscure Franse surrealistische dichter Pierre Martory. Later werd zijn werk steeds meer modernistisch. In de jaren zestig verkeerde hij in avant-gardistische kringen, met wereldwijd de aandacht trekkende kunstenaars als Andy Warhol en John Cage. In de jaren zeventig werd hij hoogleraar hij aan het Brooklyn College.
Ashbery's werk kenmerkt zich door vrije, spontane associatie, waarbij zijn gedichten meestal nauwelijks een echt onderwerp kennen. Hij kan heel vaag en poëtisch zijn over concrete alledaagse dingen, waarbij hij regelmatig de parodie als stijlmiddel gebruikt. Een overkoepelend thema is de relatie tussen chaos en het bewuste menselijk denken en met de kunst in zijn algemeenheid. Hoewel Ashbery vaak beweerd heeft voor een groot publiek te willen schrijven, geldt veel van zijn werk als moeilijk toegankelijk, niet in de laatste plaats door de semantische en linguïstische experimenten in zijn werk.
Asbery werd onderscheiden met een groot aantal prijzen, waaronder de National Book Award for Poetry en de National Book Critics Circle Award. In 1976 won hij de Pulitzerprijs voor zijn bundel Self-portrait in a Convex Mirror. In Frankrijk, waar hij van 1955 tot 1965 woonde en werkte, werd hij opgenomen in het Legioen van Eer. Hij wordt algemeen gerekend tot de meest invloedrijke Amerikaanse dichters van na de Tweede Wereldoorlog.
John Ashbery overleed in 2017 op 90-jarige leeftijd.

## Fragment uitThuis geschoold
Dat was nooit een punt.

Dat wil zeggen, het was en het was geen.
Ik zou boos moeten zijn over iets.

Maar weet je wat het is,

te vroeg geboren.
(Vertaling: Ton van 't Hof)

### Poëzie
- (1953). Turandot and Other Poems. Tibor de Nagy Gallery.
- (1956). Some Trees. Yale University Press.
- (1962). The Tennis Court Oath. Wesleyan University Press.
- (1966.) Rivers and Mountains. Holt, Rinehart and Winston.
- (1970). The Double Dream of Spring. E.P. Dutton.
- (1972). Three Poems. Viking.
- (1975). The Vermont Notebook. Black Sparrow.
- (1975). Self-Portrait in a Convex Mirror. Viking.
- (1977). Houseboat Days. Viking.
- (1979). As We Know. Viking.
- (1981). Shadow Train. Viking.
- (1984). A Wave. Viking.
- (1985). Selected Poems. Viking.
- (1987). April Galleons. Viking.
- (1991). Flow Chart. Knopf.
- (1992). Hotel Lautréamont. Knopf.
- (1994). And the Stars Were Shining. Farrar, Straus and Giroux.
- (1995). Can You Hear, Bird? Farrar, Straus and Giroux.
- (1997). The Mooring of Starting Out: The First Five Books of Poetry. Ecco.
- (1998). Wakefulness. Farrar, Straus and Giroux.
- (1999). Girls on the Run. Farrar, Straus and Giroux.
- (2000). Your Name Here. Farrar, Straus and Giroux.
- (2001). As Umbrellas Follow Rain. Qua Books.
- (2002). Chinese Whispers. Farrar, Straus and Giroux.
- (2004). Selected Prose. University of Michigan Press.
- (2005). Where Shall I Wander. Ecco.
- (2007). A Worldly Country. Ecco.
- (2007). Notes from the Air: Selected Later Poems. Ecco.
- (2008). Collected Poems: 1956-1987. The Library of America.
- (2009). Planisphere. Ecco.
- (2012). Quick Question. Ecco.
- (2015). Breezeway. Carcanet.
- (2016). Commotion of the Birds. Ecco.
- (2017). Collected Poems: 1991-2000. The Library of America.
- (2018). They Knew What They Wanted: Collages and Poems.  Rizzoli.

### Fictie
- (1969). A Nest of Ninnies. Black Sparrow Press. Roman, met James Schuyler.
- (1978). Three Plays. Z Press. Toneel.

### Non-fictie
- (1989). Reported Sightings: Art Chronicles 1957-1987. Knopf. Kunstkritieken.
- (2000). Other Traditions. Harvard University Press. Essays.
- (2003). John Ashbery in Conversation with Mark Ford. Between the Lines. Interview.

### Nederlandse vertalingen
- (1995). De mandril op de slagboom. Een keuze uit zijn gedichten 1956-1994. Meulenhoff.
- (2013). Ergens in Amerika. Een keuze uit zijn gedichten 2000-2013. Azul Press / Poetry International.